# Clopoțel (plantă)
Clopoțelul (Campanula napuligera) este o plantă erbacee perenă din familia Campanulaceae.

## Descriere

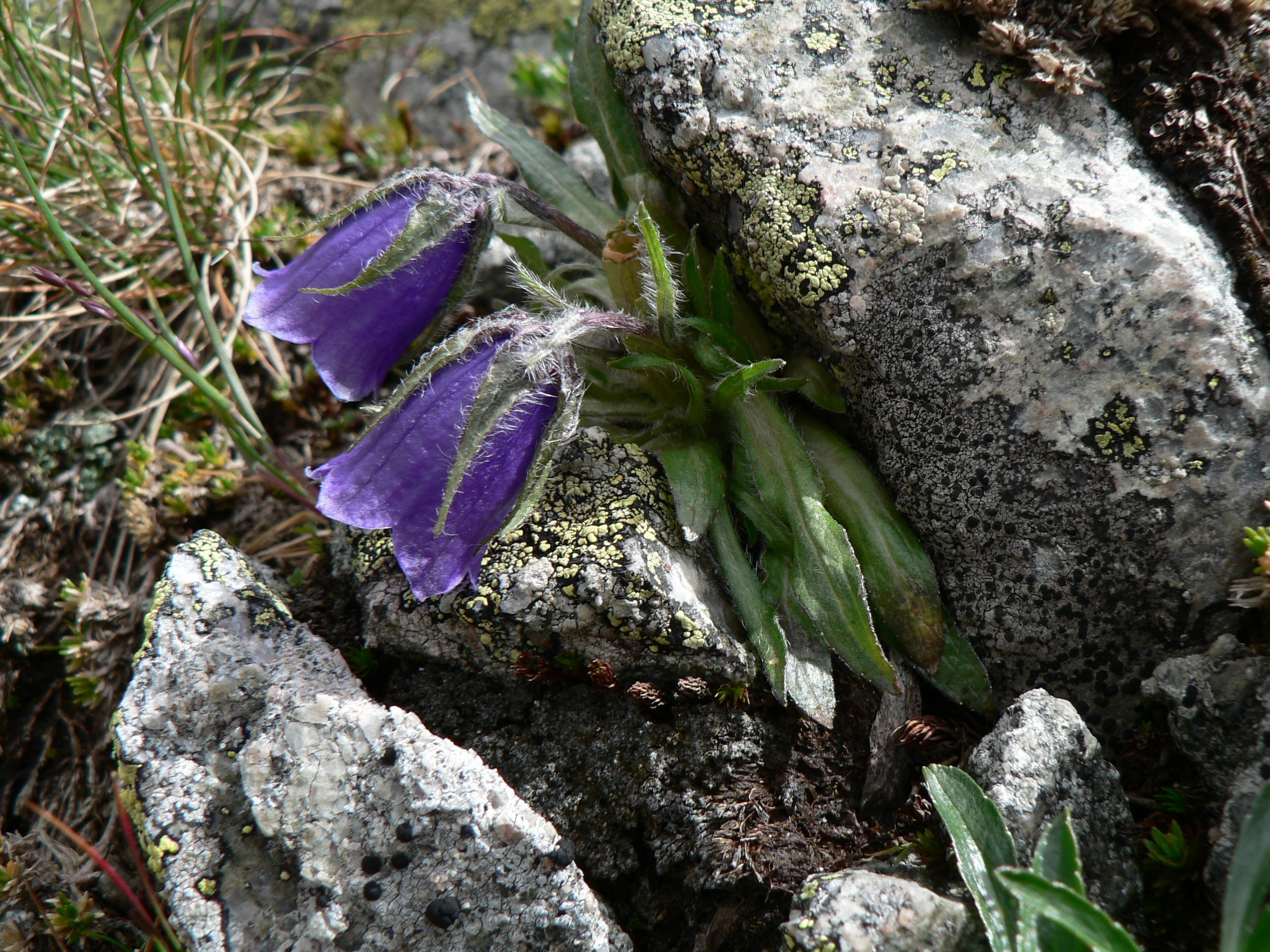
Clopoțel de munte - (Campanula alpina) foarte asemănător cu Clopoțelul (Campanula napuligera)

Tulpina este dreaptă, cu înălțimea de 100–250 mm, cu numeroase frunze ascuțite, alungite, fără codițe. Frunzele de la mijloc sunt mai înghesuite și mai late, dințate mărunt. Frunzele de sus sunt nedințate și mai înguste.
Florile sunt albastru-violete, puține la număr. Sunt așezate la vârful tulpinii, câteodată îndreptate într-o parte. Floarea are un caliciu cu cinci dinți înguști și o corolă în formă de clopot cu 20 mm lungime, cu cinci lobi pe margini. Înflorește în lunile iulie-august.

## Răspândire
- În România: în munții Carpați și Apuseni, prin păduri de molid, prin pășuni și locurile ierboase.